# اکولام
اکولام (به انگلیسی: Akkulam) یک منطقهٔ مسکونی در هند است که در کرالا واقع شده‌است.